# Медаль «За освобождение Белграда»
Медаль «За освобождение Белграда» — медаль, учреждённая Указом Президиума ВС СССР от 9 июня 1945 года. Проект медали создал художник А. И. Кузнецов.

## Положение о медали
Медалью «За освобождение Белграда» награждаются военнослужащие Красной Армии, Военно-морского флота и войск НКВД — непосредственные участники героического штурма и освобождения Белграда в период 29 сентября — 22 октября 1944 года, а также организаторы и руководители боевых операций при освобождении этого города.
Медаль «За освобождение Белграда» носится на левой стороне груди и при наличии других медалей СССР располагается после медали «За взятие Берлина».
Медалью «За освобождение Белграда» награждено около 70 000 человек.

## Описание медали
Медаль «За освобождение Белграда» изготовляется из латуни и имеет форму правильного круга диаметром 32 мм.
На лицевой стороне медали по окружности надпись «ЗА ОСВОБОЖДЕНИЕ», в центре надпись «БЕЛГРАДА», вверху над надписью пятиконечная звёздочка, по окружности лавровый венок.
Лицевая сторона медали окаймлена бортиком.
На оборотной стороне медали дата освобождения Белграда — «20 октября 1944», над датой пятиконечная звёздочка.
Все надписи и изображения на медали выпуклые.
Медаль при помощи ушка и кольца соединяется с пятиугольной колодкой, обтянутой зелёной шёлковой муаровой лентой шириной 24 мм. Посередине ленты чёрная полоска шириной 8 мм.

## Иллюстрации
- Почтовая марка России, 2015 год